# Hendrik Bastiaan Nicolaas Mumsen
Hendrik Bastiaan Nicolaas Mumsen (Den Haag, 12 maart 1907 - Rijswijk, 20 februari 1980) was een Nederlandse burgemeester.

## Leven en werk
Mumsen werd in maart 1907 in Den Haag geboren. Hij studeerde na zijn middelbareschoolopleiding aan de Suikerschool in Amsterdam en was daarna vier jaar, van 1929 tot 1933 werkzaam bij een Javaanse suikerfabriek in Nederlands-Indië. Na zijn terugkeer naar Nederland trad hij in dienst bij het toenmalige ministerie van Sociale Zaken als rijkscontroleur voor de steunverlening. Per 1 april 1935 werd hij benoemd tot burgemeester van Woubrugge. In 1941 volgde hij P.A. Troost op als burgemeester van Waddinxveen. In september 1944 dook hij onder. Na de bevrijding keerde hij direct op 5 mei 1945 terug als burgemeester. Tijdens een onderzoek naar zijn gedragingen tijdens de oorlogsjaren werd hij tijdelijk geschorst en in die periode vervangen door de oud-burgemeester van Vriezenveen, A.P.F.A.J. Alberda. Na verkregen eerherstel nam hij zijn werk als burgemeester van Waddinxveen weer op. In 1947 werd hij benoemd tot burgemeester van 's-Gravenzande. Deze functie vervulde hij bijna 25 jaar. In 1972 beëindigde hij zijn carrière in de publieke dienst.
Mumsen was gehuwd met Anna Catrina de Ru. Hun zoon H.W.F. Mumsen was eerst burgemeester van IJlst en later van Amerongen. Hij overleed in februari 1980 in zijn woonplaats Rijswijk bijna 73 jaar oud. In 's-Gravenzande werd de Mumsenstraat naar hem genoemd.